# Márcio Azevedo
Márcio Gonzaga de Azevedo, noto semplicemente come Márcio Azevedo (Guarabira, 5 febbraio 1986), è un ex calciatore brasiliano, di ruolo difensore.

## Caratteristiche tecniche
Azevedo è un terzino sinistro, che può essere impiegato anche in una fase più offensiva. È stato paragonato al primo Roberto Carlos.

## Carriera

### Club
Finora, ha vestito le maglie di quattro squadre brasiliane: Juventude, Fortaleza, Atlético Paranaense e Botafogo.
Nel febbraio del 2013 si trasferisce al Metalist Kharkiv, totalizzando, in una stagione e mezza, 44 presenze tra campionato e coppe.
Il 17 agosto 2014 si trasferisce a titolo definitivo allo Šachtar, firmando un contratto quadriennale.

## Palmarès

### Club

#### Competizioni statali
- Campionato Cearense: 1

Fortaleza: 2008
- Campionato Paranaense: 3

Atlético Paranaense: 2009, 2019, 2020

### Competizioni nazionali
- Supercoppa d'Ucraina: 2

Šachtar: 2015, 2017
- Coppa d'Ucraina: 2

Šachtar: 2015-2016, 2016-2017
- Campionato ucraino: 1

Šachtar: 2016-2017
- Coppa di Grecia: 1

PAOK: 2017-2018
- Coppa del Brasile: 1

Athletico Paranaense: 2019

#### Competizioni internazionali
- Coppa Sudamericana: 1

Athletico Paranaense: 2021